# Harm van Dalfzen
Harm Jacob (Harm) van Dalfzen (Genemuiden, 19 januari 1938 – Aalden, 19 november 2023) was een Nederlands voetballer. Hij kwam uit voor de zaterdagamateurclubs SC Genemuiden en KHC en speelde als profvoetballer voor PEC en Veendam. Hij was zevenvoudig amateurinternational. Na zijn voetbalcarrière was hij 25 jaar scout voor SC Genemuiden.

## Loopbaan

### SC Genemuiden
Hij was de jongste uit een gezin van tien kinderen en werd op zijn twaalfde lid van SC Genemuiden. Drie jaar later, op 3 oktober 1953, debuteerde hij als vijftienjarige in het eerste elftal in de uitwedstrijd tegen DES uit Nijverdal (3-2 nederlaag). Toen hij twee weken later in de A-jeugd tien keer scoorde tegen Nunspeet, werd hij definitief overgeheveld naar het eerste elftal waarin hij zes seizoenen speelde. Ieder jaar werd de club kampioen in de derde klasse en in 1958 won hij met zijn team de Zaterdagbeker door de 5–0 overwinning op ARC.

### Amateurinternational
Hij kwam zes keer uit voor het Nederlands zaterdagelftal. Zijn debuut was op 20 april 1957 in de met 2-0 verloren uitwedstrijd tegen Frankrijk. In zijn tweede interland, op 11 mei 1957 thuis tegen België (3-2 zege), scoorde hij zijn eerste internationale doelpunt.
In de volgende vier interlands speelde hij samen met zijn neef Henk van Dalfzen met wie hij in de voorhoede van Genemuiden al een koppel vormde.
Harm van Dalfzen kwam als zaterdaginternational tot negen treffers waarvan drie in zijn laatste interland op 23 mei 1959 voor eigen publiek in Zwolle tegen België (4-0). Hij maakte op 6 mei 1959, als eerste zaterdagvoetballer, zijn opwachting in het Nederlands amateurelftal dat in het Cambuurstadion in Leeuwarden met 1-1 gelijkspeelde tegen Frankrijk.

### Profvoetbal
Hij stond in de belangstelling van enkele profclubs en koos in 1959 voor PEC dat uitkwam in de Tweede divisie. Hij arriveerde in Zwolle met een knieblessure die hij uitgerekend in zijn afscheidswedstrijd van SC Genemuiden tegen PEC opliep. Hij debuteerde met een doelpunt op 18 oktober 1959 uit tegen Tubantia (2-2). Hij was daarna enige tijd uit de roulatie omdat hij eerst een knieoperatie moest ondergaan. In zijn eerste seizoen kwam hij tot elf optredens. In zijn tweede seizoen speelde hij 32 wedstrijden waarin hij tien keer scoorde. Na dat jaar vertrok hij naar Veendam dat een niveau hoger speelde. Hij begon als basisspeler maar verloor na enkele weken zijn plek in de Veendamse voorhoede. Hij kwam tien competitieduels in actie en scoorde niet. Na afloop van het seizoen liet hij zich op de transferlijst zetten.

### Terug naar amateurs
Hij besloot na drie jaar in het betaald voetbal terug te keren naar de amateurs. Hij koos voor zaterdagclub KHC in Kampen omdat hij in die plaats leerkracht was aan een basisschool. Na vier seizoenen keerde hij in 1966 terug naar de club uit zijn geboorteplaats Genemuiden waar hij nog drie jaar in het eerste elftal voetbalde.

### Scout en vrijwilliger
Door blessureleed moest hij op 31-jarige leeftijd stoppen als actief voetballer. Hij bleef nauw betrokken bij Genemuiden. Ook nadat hij in 1975 naar Aalten in Drenthe verhuisde vanwege zijn baan aan het Esdal College in Emmen. Hij ging voetballen bij de veteranen van ZBC in buurdorp Zweeloo. Bij deze club, die in 2014 fuseerde tot VV Sweel, deed hij tot 2017 vrijwilligerswerk.
Hij werd in 1989 door Genemuiden gevraagd om de komende tegenstanders van het eerste elftal te gaan bekijken. Hij bleef 25 jaar als scout aan de club verbonden. In 2014 stopte hij  in verband met zijn leeftijd en de promotie van Genemuiden naar de Topklasse.
In 2004 werd Van Dalfzen benoemd tot Lid van Verdienste van SC Genemuiden.
Hij overleed op 85-jarige leeftijd op 19 november 2023 in zijn woonplaats Aalden. Zijn echtgenote Janny schonk een maand na zijn overlijden het Oranje-shirt dat hij droeg als amateurinternational aan SC Genemuiden.

## Carrièrestatistieken
| Seizoen | Club    | Land      | Competitie       | Competitie | Competitie | Beker | Beker | Internationaal | Internationaal | Overig | Overig | Totaal | Totaal |
| Seizoen | Club    | Land      | Competitie       | Wed.       | Dlp.       | Wed.  | Dlp.  | Wed.           | Dlp.           | Wed.   | Dlp.   | Wed.   | Dlp.   |
| ------- | ------- | --------- | ---------------- | ---------- | ---------- | ----- | ----- | -------------- | -------------- | ------ | ------ | ------ | ------ |
| 1959/60 | PEC     | Nederland | Tweede divisie B | 11         | 1          | –     | –     | 0              | 0              | 0      | 0      | 11     | 1      |
| 1960/61 | PEC     | Nederland | Tweede divisie   | 32         | 10         | 2     | 0     | 0              | 0              | 0      | 0      | 34     | 10     |
| 1961/62 | Veendam | Nederland | Eerste divisie A | 10         | 0          | 0     | 0     | 0              | 0              | 0      | 0      | 10     | 0      |
| Totaal  | Totaal  | Totaal    | Totaal           | 53         | 11         | 2     | 0     | 0              | 0              | 0      | 0      | 55     | 11     |